# Perlin, Nordwestmecklenburg
Perlin là một đô thị tại huyện Nordwestmecklenburg, bang Mecklenburg-Vorpommern, miền bắc nước Đức.